# World Series of Poker 1992
 (juillet 2025).
La mise en forme du texte ne suit pas les recommandations de Wikipédia : il faut le « wikifier ».
Les points d'amélioration suivants sont les cas les plus fréquents. Le détail des points à revoir est peut-être précisé sur la page de discussion.
- Les titres sont pré-formatés par le logiciel. Ils ne sont ni en capitales, ni en gras.
- Le texte ne doit pas être écrit en capitales (les noms de famille non plus), ni en gras, ni en italique, ni en « petit »…
- Le gras n'est utilisé que pour surligner le titre de l'article dans l'introduction, une seule fois.
- L'italique est rarement utilisé : mots en langue étrangère, titres d'œuvres, noms de bateaux, etc.
- Les citations ne sont pas en italique mais en corps de texte normal. Elles sont entourées par des guillemets français : « et ».
- Les listes à puces sont à éviter, des paragraphes rédigés étant largement préférés. Les tableaux sont à réserver à la présentation de données structurées (résultats, etc.).
- Les appels de note de bas de page (petits chiffres en exposant, introduits par l'outil «  Source ») sont à placer entre la fin de phrase et le point final[comme ça].
- Les liens internes (vers d'autres articles de Wikipédia) sont à choisir avec parcimonie. Créez des liens vers des articles approfondissant le sujet. Les termes génériques sans rapport avec le sujet sont à éviter, ainsi que les répétitions de liens vers un même terme.
- Les liens externes sont à placer uniquement dans une section « Liens externes », à la fin de l'article. Ces liens sont à choisir avec parcimonie suivant les règles définies. Si un lien sert de source à l'article, son insertion dans le texte est à faire par les notes de bas de page.
- La présentation des références doit suivre les conventions bibliographiques. Il est recommandé d'utiliser les modèles {{Ouvrage}}, {{Chapitre}}, {{Article}}, {{Lien web}} et/ou {{Bibliographie}}. Le mode d'édition visuel peut mettre en forme automatiquement les références.
- Insérer une infobox (cadre d'informations à droite) n'est pas obligatoire pour parachever la mise en page.

Pour une aide détaillée, merci de consulter Aide:Wikification.
Si vous pensez que ces points ont été résolus, vous pouvez retirer ce bandeau et améliorer la mise en forme d'un autre article.
Résultats des World Series of Poker 1992.

## Résultats
| Tournoi                             | Vainqueur       | Prix     | Finaliste            |
| ----------------------------------- | --------------- | -------- | -------------------- |
| $1,500 Seven Card Stud              | Men Nguyen      | $120,600 | Tom McEvoy           |
| $1,500 Pot Limit Hold'em            | Buddy Bonnecaze | $115,800 | Jimmy Athanas        |
| $1,500 Razz                         | Lamar Hampton   | $80,400  | Men Nguyen           |
| $1,500 Omaha Hi-Lo Split            | Eli Balas       | $122,400 | Marlon De Los Santos |
| $1,500 No Limit Hold'em             | Lance Straughn  | $152,400 | Greg Angel           |
| $1,500 Seven Card Stud Hi-Lo Split  | Rick Steiner    | $105,000 | Marsha Waggoner      |
| $1,500 Limit Hold'em                | Bob Abell       | $226,800 | Rocky Romano         |
| $1,500 Limit Omaha                  | Tom McEvoy      | $79,200  | Berry Johnston       |
| $1,500 Pot Limit Omaha              | Billy Thomas    | $81,000  | Joe Lazar            |
| $5,000 No Limit Deuce to Seven Draw | Mickey Appleman | $119,250 | Huck Seed            |
| $1,500 Ace to Five Draw             | Dal Derovin     | $90,000  | Vince Burgio         |
| $2,500 Limit Hold'em                | Erik Seidel     | $168,000 | Phil Hellmuth        |
| $2,500 Seven Card Stud              | Ray Rumler      | $106,000 | Esther Rossi         |
| $5,000 Pot Limit Omaha              | Hoyt Corkins    | $96,000  | O'Neil Longson       |
| $2,500 Pot Limit Hold'em            | Kenny Duggan    | $134,000 | Noli Francisco       |
| $5,000 Seven Card Stud              | Paul Clark      | $122,000 | Ray Rumler           |
| $2,500 No Limit Hold'em             | Lyle Berman     | $192,000 | Humberto Brenes      |
| $5,000 Limit Hold'em                | Phil Hellmuth   | $168,000 | Steve Kopp           |
| $1,000 Ladies' Seven Card Stud      | Shari Flanzer   | $38,000  | Kim Alford           |

## Table Finale du Main Event
| Place | Nom              | Prix       |
| ----- | ---------------- | ---------- |
| 1er   | Hamid Dastmalchi | $1,000,000 |
| 2e    | Tom Jacobs       | $353,500   |
| 3e    | Hans Lund        | $176,750   |
| 4e    | Mike Alsaadi     | $101,000   |
| 5e    | Dave Crunkleton  | $60,600    |
| 6e    | Clyde Coleman    | $30,300    |